# Киселинен дъжд
Киселинен дъжд е дъжд или друг вид валеж с ниско pH. Това подкиселяване се дължи на разтворени в него киселинни оксиди, най-често азотни (NOx) и серни (SOx), които реагират с атмосферната вода до киселини. Те са чести в районите, където работят ТЕЦ-ове или тежки машиностроителни предприятия.

## Дефиниции
Форма на валеж е киселинна, ако има pH под 5,7, тъй като тази стойност е характерна за обикновения валеж от разтворения в него CO2:
{\displaystyle {\ce {CO2 + H2O <=> H2CO3}}}
{\displaystyle {\ce {H2CO3 + H2O <=> H3O+ + HCO3-}}}{\displaystyle \quad K_{a_{1}}=4,45\times 10^{-7}mol/l}

## Химични взаимодействия

### Азотни оксиди
Вследствие от запалителни или промишлени дейности, висшите азотни оксиди могат да попаднат в атмосферата и да реагират с водата:
{\displaystyle {\ce {N2O3 + H2O -> 2HNO2}}} (азотиста киселина)
{\displaystyle {\ce {2NO2 + H2O -> HNO2 + HNO3}}}
{\displaystyle {\ce {N2O5 + H2O -> 2HNO3}}} (азотна киселина)

### Серни оксиди
Серните оксиди и сероводородът попадат в атмосферата от нефтената промишленост, тъй като се съдържат в нефта. Те реагират с атмосферната вода до киселини:
{\displaystyle {\ce {SO2 + H2O <=> H2SO3}}} (сериста киселина)
{\displaystyle {\ce {SO3 + H2O -> H2SO4}}} (сярна киселина)

## Въздействия

### Почва
Киселинните дъждове подкисляват почвата и я правят негодна за обитаващите растителни видове.

### Растения
Киселинните дъждове са вредни и за растенията. Те разяждат органичните съединения, от които те са изградени и това довежда до оголване на цели райони.

### Паметници
Тъй като киселинните дъждове съдържат сярна и азотна киселина, които са по-силни от въглеродната, варовикови, мраморни и други карбонатни паметници, сгради и монументи могат да бъдат разрушени от киселинни дъждове:
{\displaystyle {\ce {CaCO3 + H2SO4 -> CaSO4 + H2O + CO2}}}

## Статистика по държави
Енергетиката, основана на химически горива, е най-големият замърсител на атмосферата.
Отчитайки вредното действие на SO2, редица страни подписват в Хелзинки споразумения, според което се задължаваха до края на 1993 г. да намалят с 30 % емисиите на SО2. Някои страни, в това число и България, главно поради финансови причини, все още не са го постигнали.